# Europa Plus (Russland)

Logo von Europa Plus

Europa Plus (russisch Европа Плюс, Jewropa Pljus) ist ein russischer Radiosender aus Moskau, der sein Programm landesweit rund um die Uhr ausstrahlt.
Der Sender wurde erstmals am 30. April 1990 ausgestrahlt und war damit der erste kommerzielle Hörfunksender der Sowjetunion. Programmschwerpunkt von Europa Plus ist vor allem moderne Pop- und Rockmusik, ausgerichtet auf ein jüngeres Publikum. Die Musikauswahl des Senders wird am kommerziellen Mainstream orientiert, mit einer Mischung aus russischen und internationalen Titeln. Zur Zeit seiner Gründung war Europa Plus der erste sowjetische Radiosender, auf dem ausländische Popmusik regelmäßig zu hören war.
Die Sendezentrale von Europa Plus befindet sich an der Stanislawskaja-Straße Nr. 20 im Zentrum von Moskau. Am 13. März 2015 wurde anlässlich des bevorstehenden 25-jährigen Jubiläums ein weiteres Studio eröffnet.

## Verbreitung
Heute wird Europa Plus in über 800 Städten Russlands und anderer Nachfolgestaaten der Sowjetunion (darunter der Ukraine, Belarus, Kasachstans und Lettlands) sowie deren Umgebung ausgestrahlt. Weitab von Städten ist Europa Plus oft nicht empfangbar, was jedoch auch für die meisten anderen Radiosender Russlands gilt. Daneben gibt es im Internet einen Livestream. Gemessen am Marktanteil war Europa Plus Ende 2009 russlandweit der drittwichtigste Sender, in Moskau hingegen die Nummer 5 aller Radiostationen.